# Johnny and the Hurricanes
Johnny and the Hurricanes (magyarul: Johnny és a Hurrikánok) egy instrumentális rock and roll együttes volt a késő 50-es évektől a 60-as évekig.

## Történetük
Az együttes 1957-ben alakult eredetileg “The Orbits” néven Toledóban (Ohio, USA). A vezetőjük, Johnny Paris szaxofonos volt (1940- 2006).
Egyedi hangzásuk és számaik hamar a közönségsikerhez és a lemezeladási csúcsra repítették őket. Első sikerük a Crossfire című dal volt 1959-ben, amelyet egy üres moziban vettek fel a visszhang miatt. Ezt követte számos lemez, a legismertebb a Red River Rock amely instrumentális változata a Red River Valley című számnak. Ez a szám már igazi világsiker lett az Atlanti-óceán mindkét partján (No. 5 az US lemezeladási listán, No. 3 a brit lemezeladási listán).
- Red River Rock

Nem tudod lejátszani a fájlt?
Magyarországon a  rock zenekarok közül az  (Illés, Metró, Omega, Nevada) az Illés az Omega és a Nevada játszott rendszeresen Johnny and Hurricans számokat élőben. A Hurricans nagy népszerűségnek örvendett a kora 60-as évek rock rajongói között.
Sok számuk korábbi számok átdolgozása volt a jellegzetes „Johhny and the Hurricans” hangzásra. Ilyenek voltak a United States Army kürt dallama, Reveille Rock néven, vagy a Blue Tail Fly–ból készített Beatnik Fly, melyek mind népszerű számok voltak a 60-as években. Számaik mindig bent voltak a Top 40-ben. A Top 20-ba kerültek többek közt a Rocking Goose, a Time bomb és a Milk Shake című számok is. A Rocking Goose Angliában a top 20 3. helyén volt hetekig. A 60-as években ezeket a számokat Magyarországon csak a Radio Luxembourg középhullámú adón lehetett hallgatni, és a Szabad Európa rövidhullámú sávjain.
A zenekar 1962-ben a Hamburgi Star-Club-ban játszott, ahol az előzenekar egy akkor még alig ismert együttes volt, a Beatles. Az utolsó lemezük az 1965-ben készült Old Smokie címmel.
Johnny folytatta európai és amerikai koncert turnéit a haláláig. Nagybátyja házában (Rossford, Ohio) az első feleségének volt egy antik-boltja, ahol – ha nem volt úton – besegített. Együttesével egészen 2006-ig járta Európát, ahol esetenként felléptek.
Második felesége egy német újságíró és novellista (Sonja Reuter). Halála után az első és második felesége átvette az üzletet (Atila Records, Sirius 1 Music) és a kiadói jogokat. Paris elmondása szerint több mint 300 zenész játszott a Johnny and the Hurricanes együttesben.

## Tagok
- Johnny Paris: szaxofon
- Paul Teslak Farfisa: orgona (ez adta a jellegzetes egyedi hangzást a zenekarnak)
- Dave Yorko: gitár
- Butch Mattice: basszusgitár
- Bill "Little Bo" Savich: dob